# Образцов, Максим Владимирович
Максим Владимирович Образцов (род. 22 июля 1987, Горно-Алтайск) — российский спортсмен, мастер спорта России, главный тренер сборной по гребному слалому.
В спортивной карьере выступал в паре с А. Сусловым в дисциплине каноэ-двоек.
Занимает должность менеджера, а также тренера национальной сборной России.

## Карьера
Начинает карьеру в гребном слаломе в 2001 году, преодолел возрастные ограничения, до этого тренировался в дисциплине беговые лыжи. Первыми тренерами были С. А. Вожаков С. Ф. Милехин и Н. А. Козлов.
2004 — начал спортивную карьеру в категории каноэ-одиночек, выступал в юношеской сборной РФ.
2005 — перебрался в Москву, где начал тренироваться у тренера С. А. Натальина.
В последние годы активно тренировался при поддержке тренера А. Е. Лазько.
С 2016 года проводит тренировки женщин, в классе каноэ-одиночек.
2017 — начал сочетать спортивную карьеру и работу тренера в сборной РФ по гребному слалому.

## Хронология
2005 — среди юношей, на первенстве Европы занял 10-е место в финальной гонке.
В этом же сезоне занял 1-е место, став чемпионом России в командной гонке каное-одиночек, сделав нормативы Мастера спорта.
2007 — на чемпионате России в Алтае, занял 3-е место в личной категории.
2009 — в городе Липтовски-Микулаш, Словакия, на чемпионате Европы среди спортсменов до 23 лет, в командной гонке каноэ-одиночек, спортсмены из России завоевали бронзовую медаль.
2010 — занял 2-е место на чемпионате России среди спортсменов до 23 лет, завершив тем самым свою карьеру в категории юниоров.
2011 — на Кубке России, выиграл 2-го места в личной категории.
2012 — принял решение о завершении спортивной карьеры.
2013 — снова начал активным выступать «на бурной реке», сделал переход в категорию каноэ-двоек и стал тренироваться и сотрудничать с партнёром А. Сусловым.
Вместе пара в первый же год заняла 2-е место на чемпионате России в г. Окуловке.
2014 — Австрия, на чемпионате Европы, занял 20-е место в индивидуальном зачёте и вместе с командой достиг четвёртой позиции.
На национальном чемпионате, завоевали бронзу в индивидуальных гонках.
В США, на чемпионате мира, при квалификации травмировалось плечо Максима, в результате чего команда заняла предпоследнее, 23-е место.
2015 — на Кубке России, пара завоевала серебряную медаль.
В Германии на чемпионате Европы, вместе с А. Сусловым впервые достигли финала индивидуального зачёта, заняв 8-е место.
В командной гонке стали частью российской сборной, которая завоевала 1-ю для страны медаль на континентальном уровне — бронзу.
2016 — на чемпионате России в классе каноэ-одиночек, выиграл золотую медаль, а также завоевал золото в категории каноэ-двоек вместе с А. Сусловым.
В Бразилии, Рио-де-Жанейро, активно принимал участие в Олимпийских играх, в качестве тренера-администратора сборной РФ по гребному слалому.

## Примечание
1. ↑  ОБРАЗЦОВ Максим Владимирович | Российские спортсмены | Спортивная Россия. infosport.ru. Дата обращения: 7 июля 2024. Архивировано 7 июля 2024 года.
2. ↑  Образцов назначен главным тренером сборной России по гребному слалому. matchtv (2 декабря 2021). Дата обращения: 7 июля 2024. Архивировано 7 июля 2024 года.